# Delizia del Verginese
La Delizia del Verginese è una delle delizie estensi, residenza monumentale che gli Este fecero erigere presso Portomaggiore nel territorio della futura frazione di Gambulaga.

## Storia

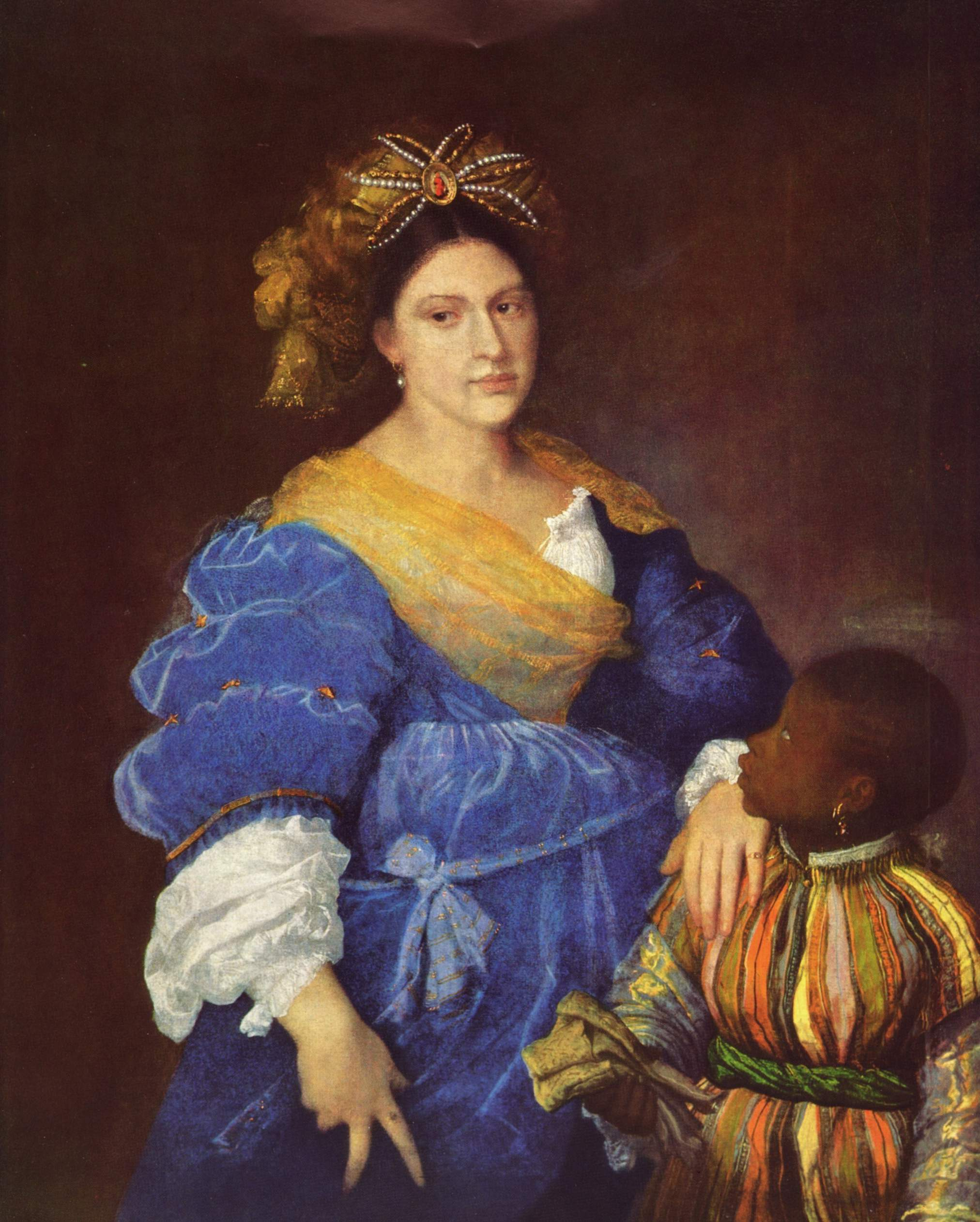
Ritratto di Laura Dianti di Tiziano

Venne costruita sotto forma di semplice casale agricolo presso i fiumi Primaro e Sillaro già alla fine del Quattrocento ed era quindi raggiungibile da Ferrara via acqua.
Poi sotto il duca di Ferrara Alfonso I d'Este venne rimaneggiato forse da Girolamo da Carpi e assunse il suo massimo splendore. In quel periodo furono costruite le torri angolari a pianta quadrata, gli eleganti timpani alle finestre e il bugnato in laterizio che incornicia porte e torri.
Alfonso lo donò alla colta cortigiana Laura Dianti che consolò e accompagnò il duca dopo la morte della moglie Lucrezia Borgia e che vi risiedette fino alla morte. Laura Dianti è stata identificata in un dipinto di Tiziano, che venne chiamato da Alfonso per ritrarre la dama che forse sposò poco prima di morire.

### Dopo gli Este
Alla morte di Laura Dianti, nel 1573, il complesso passò al figlio Alfonso e da questi, per via diretta, al nipote Cesare d'Este, duca di Modena e Reggio, che nel 1590 la cedette in parte alla famiglia Picchiati e in parte ai Marchesi di Bagno. Nei secoli successivi la tenuta passò di mano in mano fino al 1771, quando la famiglia Bargellesi costruì il portico ad arcate che unisce la chiesetta al castello e il pianterreno venne decorato con ornati in stucco.
Nel primo Novecento, le sale del piano nobile e l'interno della chiesa vennero arricchite con decorazioni pittoriche. Durante il secondo conflitto mondiale il complesso fu occupato prima da reparti militari poi da sfollati e infine diventò un ricovero per animali.
L'ultimo proprietario, Enrico Fontana, cedette la villa alla provincia di Ferrara che la ristrutturò alla fine degli anni ottanta del XX secolo.

## Descrizione

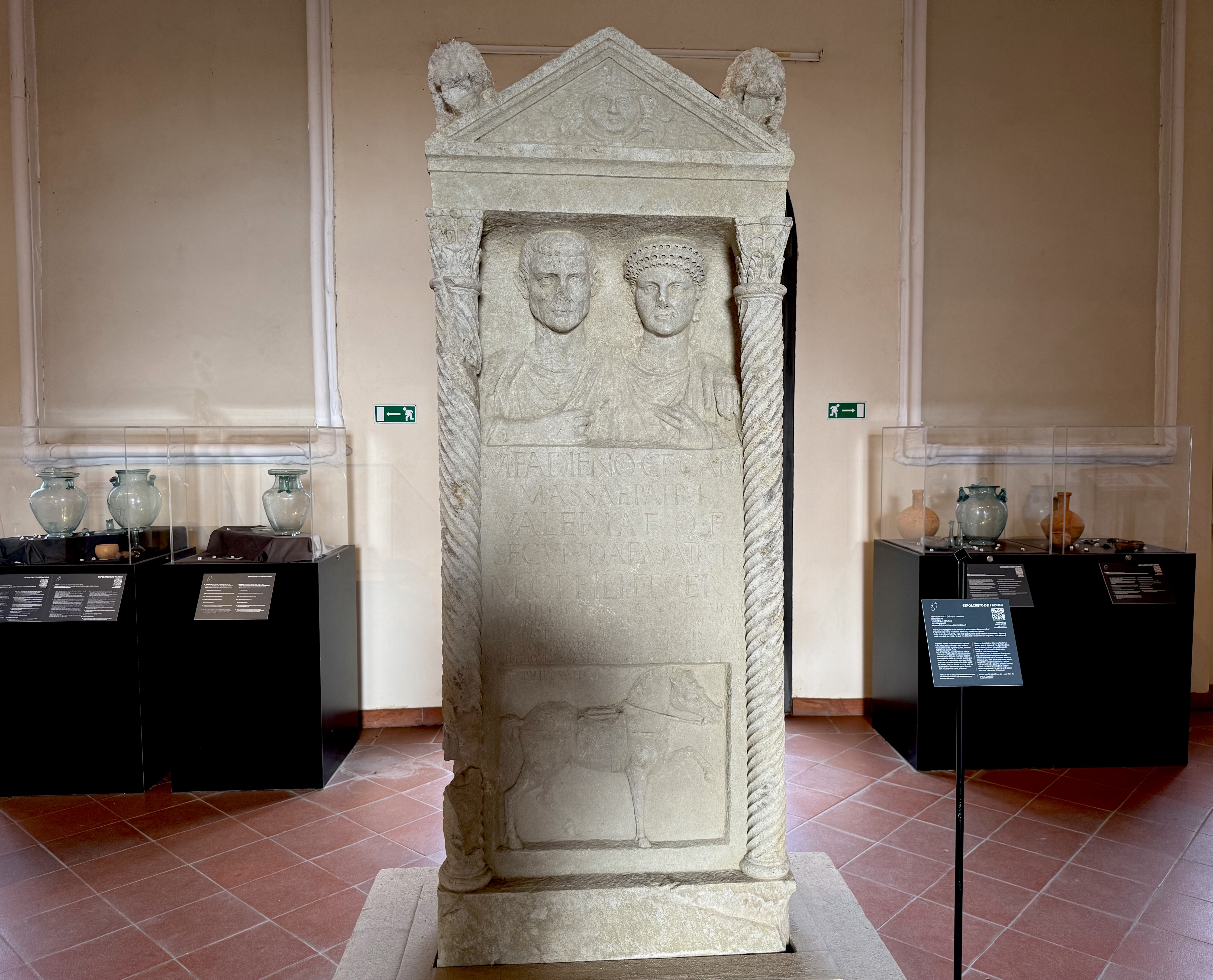
Stele Fadieni Vegeto e Massa, (69-96 d.C.)

### Esterno
Si tratta di una villa rettangolare a due piani delimitata ai vertici da quattro torri merlate.
Costruita in mattoni intonacati di bianco. È collegata tramite un portico settecentesco ad una cappella privata. 
Nella parte posteriore c'è un brolo (un giardino rinascimentale) e una torre colombaia (presente nel ferrarese, in diverse ville signorili).

### Interno
Al piano terra è visibile una mostra permanente che conserva cinque stele funerarie e i relativi corredi appartenuti alla famiglia dei Fadieni. Si tratta di ritrovamenti, provenienti da una necropoli di epoca romana risalente al II sec. d.c., avvenuti nelle vicinanze della Delizia .
Il primo piano ospita mostre temporanee e una collezione di modellini realizzati da Mario Maranini dedicati alla civiltà contadina .